# Ammosphaerulina
Ammosphaerulina es un género de foraminífero bentónico de la subfamilia Sphaerammininae, de la familia Sphaeramminidae, de la superfamilia Lituoloidea, del suborden Lituolina y del orden Lituolida. Su especie tipo es Ammosphaerulina adhaerens. Su rango cronoestratigráfico abarca el Holoceno.

## Discusión
Clasificaciones previas incluían Ammosphaerulina en el suborden Textulariina del orden Textulariida, o en el orden Lituolida sin diferenciar el suborden Lituolina.

## Clasificación
Ammosphaerulina incluye a la siguiente especie:
- Ammosphaerulina adhaerens